# 截基石韦
截基石韦（学名：Pyrrosia subtruncata），为水龙骨科石韦属下的一个植物种。